# Plebejus candalus
Plebejus candalus är en fjärilsart som beskrevs av Herrich-Schäffer 1851. Plebejus candalus ingår i släktet Plebejus och familjen juvelvingar. Inga underarter finns listade i Catalogue of Life.